# Carmen Gray
Carmen Gray är en finländsk rockgrupp. Gruppen bildades under namnet Jerkem 2000 av medlemmarna Lappe, J.J. och Pete. Nyman anslöt sig senare samma år och i januari 2003 även O.J. Musiken skrivs av Lappe och Tommi Tikka. 2005 skrev man skivkontrakt med Sony/BMG och bytte namn till Carmen Gray.

## Gruppmedlemmar
- Nicklas Nyman - sång
- Lappe - gitarr, sång
- Pete - bas, sång
- J.J - synt, sång
- O.J - trummor